# Puente Ricardo Palma
Der Puente Ricardo Palma (auf Deutsch etwa: Ricardo-Palma-Brücke) ist eine Brücke in Lima, der Hauptstadt Perus. Sie führt über den Fluss Rímac und verbindet die Stadtteile Lima und Rímac. An ihr beginnt die Avenida Abancay. Eine Schnellstraße des Limenser Teil der Panamericana führt unter sie durch.
Die Stahlbeton-Balkenbrücke wurde von dem peruanischen Architekten Ernesto Aramburú Menchaca entworfen und am 18. Januar 1962 eröffnet. Sie wurde nach dem peruanischen Schriftsteller Ricardo Palma benannt. Die Brücke hat je zwei Richtungsfahrbahnen sowie schmale Gehwege.